# Ulica Sielska w Olsztynie
Ulica Sielska w Olsztynie – jedna z ważniejszych arterii komunikacyjnych miasta. Rozciąga się od skrzyżowania z aleją Roberta Schumana i ulicą Armii Krajowej aż do zachodnich granic administracyjnych miasta. Ulica ta stanowi trasę wylotową w kierunku Ostródy i Gdańska.
W ciągu ostatnich lat ulica Sielska kilkakrotnie zmieniała swe oblicze. Z początku wybudowany został nowy odcinek drogi, dzięki czemu jej trasa aktualnie omija osiedle Dajtki.
Przy ul. Sielskiej zlokalizowany jest m.in. Omega Hotel.
Ulicą Sielską biegną trasy pięciu linii autobusowych (w tym jednej nocnej). Są to linie numer 107, 113, 302, 307 oraz N02.